# Glenrock
Glenrock est une ville de l’État du Wyoming, aux États-Unis.Lors du recensement de 2010, sa population s’élevait à 2 576 habitants.

## Source
- (en) Cet article est partiellement ou en totalité issu de l’article de Wikipédia en anglais intitulé « Glenrock, Wyoming » (voir la liste des auteurs).